# اولین انتخاب
اولین انتخاب مجموعه طنز تلویزیونی به کارگردانی مهدی صباغ‌زاده و تهیه‌کنندگی مسعود ردایی محصول سال ۱۳۹۲ است. این سریال در ابتدا قرار بود در ماه رمضان پخش شود اما آبان ۱۳۹۲ به روی آنتن شبکه پنج رفت.

## خلاصه داستان
داستان این سریال دربارهٔ پسری به نام مسعود است که به عنوان خواستگار به خانه خانواده پزشکی می‌رود که این خواستگاری ساده بر اثر اتفاقاتی به حادثه‌ای بزرگ تبدیل می‌شود…

## جوایز و نامزدها
| ۱۳۹۳ | چهاردهمین جشن حافظ |                                  |              |          |
| ۱۳۹۳ | چهاردهمین جشن حافظ | بهترین بازیگر مرد کمدی تلویزیونی | مجید مظفری   | نامزدشده |
| ۱۳۹۳ | چهاردهمین جشن حافظ | بهترین بازیگر زن کمدی تلویزیونی  | لاله اسکندری | نامزدشده |
| ۱۳۹۳ | چهاردهمین جشن حافظ | بهترین خواننده ترانه تیتراژ      | مجید اخشابی  | نامزدشده |